# Сигов, Алексей Сергеевич
Алексей Сергеевич Сигов (псевдоним Погорелов А.; 1860—1920) — прозаик, публицист. Брат общественного деятеля П. С. Сигова.

## Биография
Потомок уральских горнозаводских крепостных. Отец Сергей Петрович (ум. в 1905) — дворовый Н. В. Всеволожского, дослужившийся до должности правителя дел Пожевских заводов (с жалованьем 600 руб. в год), которую вынужден был оставить по болезни; в дальнейшем служил в земстве. Мать Анна Михайловна (урождённая Горбунова) из старообрядческой семьи главного караванного приказчика Кнауфских заводов; в 1864 дом её отца сгорел почти со всем имуществом (отсюда псевдоним Погорелов). Брат П. С. Сигова. Учился в красноуфимском (1873-1879) и пермском (1879-1880) реальных училищах. В юности содержал себя и поддерживал семью частными уроками. В 1881 году поступил в Петербургское строительное училище, где сблизился с П. Ф. Якубовичем и другими народовольцами. Сотрудничал в нелегальном ж-ле «Студенчество» (1883), присутствовал на собраниях, обсуждавших вопрос о создании «Союза молодежи партии народной воли». Замысел успеха не имел, и вскоре кружок распался, тем не менее в действиях Погорелова «обнаружились под влиянием других лиц несомненные проявления противоправного настроения, не выразившиеся однако в действительной революционной деятельности». В 1884 году был уволен из института за невзнос платы. Скрываясь от полицейских преследований, уехал в город Балахну, где поступил техником на завод. Вскоре был арестован в числе 14 участников «Народной воли», с декабря 1884 года по сентябрь 1885 года находился в предварительном заключении в Пугачёвской
башне Нижнего Новгорода. В заключении познакомился с В. Г. Короленко. После освобождения за недостатком серьёзных улик выслан на два года под полицейский надзор в Красноуфимск. В 1884 году женился на Ольге Порфирьевне Левашовой, ставшей земским
врачом. Работал техником по распланированию селений, затем около 20 лет служил в земстве. Проводил много времени в разъездах, общаясь с крестьянами и горнозаводскими рабочими. Во время обыска (1887) у Погорелова обнаружили революционные издания, за что был подвергнут тюремному заключению на 6 месяцев, а затем — негласному полицейскому надзору (до 1892). В марте 1902 года привлекался к дознанию по делу о распространении революционных воззваний среди рабочих, дело прекращено в мае 1903 года за недостатком улик. В 1902—1903 годы Погорелов рассматривался Пермским охранным отделением как «один из интеллектуальных руководителей местной революционной публики». Во время службы в земстве накопил большой фактический материал о жизни края, который использовал в своих публикациях и художественных произведениях.
В 1894 году Погорелов послал в журнал «Русское богатство» свой первый рассказ «Аликаев камень», построенный на фольклорном сюжете о народном мстителе Аликае. Несмотря на одобрительный отзыв Н. К. Михайловского, рассказ не был опубликован; позже Погорелов переработал его в повесть «Аликаев камень» (1905). Литературным дебютом Погорелова стал рассказ «Мрак» (1895) на тему промышленного развития Урала, поднятую Д. Н. Маминым-Сибиряком. Публикуется очерк «Среди ночи» (1897) и рассказы «По закону. (Рассказ проходимца)» и «Одинокий скиталец (1898). С 1899 по 1906 годы благодаря контактам с В. Г. Короленко Погорелов сотрудничает в «Русском богатстве», где выходят его очерки и рассказы: «Мохов» (1901), «Впотьмах» (1902) и другие. Здесь же опубликовано и наиболее крупное его произведение — повесть «Перед грозой» (1899), выпущенное вскоре отдельным изданием «Мрак. — Перед грозой. (Из жизни Приуралья)» (1900).
Погорелов вошёл в состав редакции газеты «Пермский край» (1903) вместе с популярным в губернии общественным деятелем П. А. Голубевым, превратив газету в социал-демократический «орган с революционным направлением»
В 1904 году из-за притеснения местных властей ушёл из земства, переехав с семьёй в Петербург, где служил в акционерных страховых обществах. Опубликовал  повесть «Омут» (1904), рассказы «Тишина» (1905), «Мать» (1906). В 1906 году сотрудничал в еженедельнике «Весть» (затем «Мирские вести», «Народный вестник»), где печатал очерки о русско-японской войне, «кровавом воскресенье», крестьянстве и интеллигенции в рубрике «Из дневника учителя»: «Первые лучи», «Пробуждение», «Чёрные дни», «В деревне», «Трясина». Единственное выступление Погорелова в печати после 1907 года — брошюра «О народно-социалистической партии» (1917).
Погорелов — член петербургской масонской ложи «Чермака». В октябре 1917 года осудил своего младшего брата П. С. Сигова, за переход к левым эсерам, полагая, что революция пошла по «неправильному течению». В том же году заболел раком лёгкого. В 1919 году намеревался
уехать из Петербурга в Полтаву к Короленко или к сыну в Херсон, но из-за расположения фронтов вынужден был свернуть в Ставрополь (к друзьям),
где и умер.